# Pemphredon
Pemphredon is een geslacht van vliesvleugelige insecten van de familie van de graafwespen (Crabronidae).

## Soorten
- P. austriaca (Kohl, 1888)
- P. baltica Merisuo, 1972
- P. beaumonti Hellen, 1955
- P. flavistigma Thomson, 1874
- P. inornata Say, 1824
- P. lethifer (Shuckard, 1837)
- P. lugens Dahlbom, 1842
- P. lugubris (Fabricius, 1793)
- P. montana Dahlbom, 1845
- P. morio Vander Linden, 1829
- P. podagrica Chevrier, 1870
- P. rugifer (Dahlbom, 1844)